# ワット・サパーンヒン

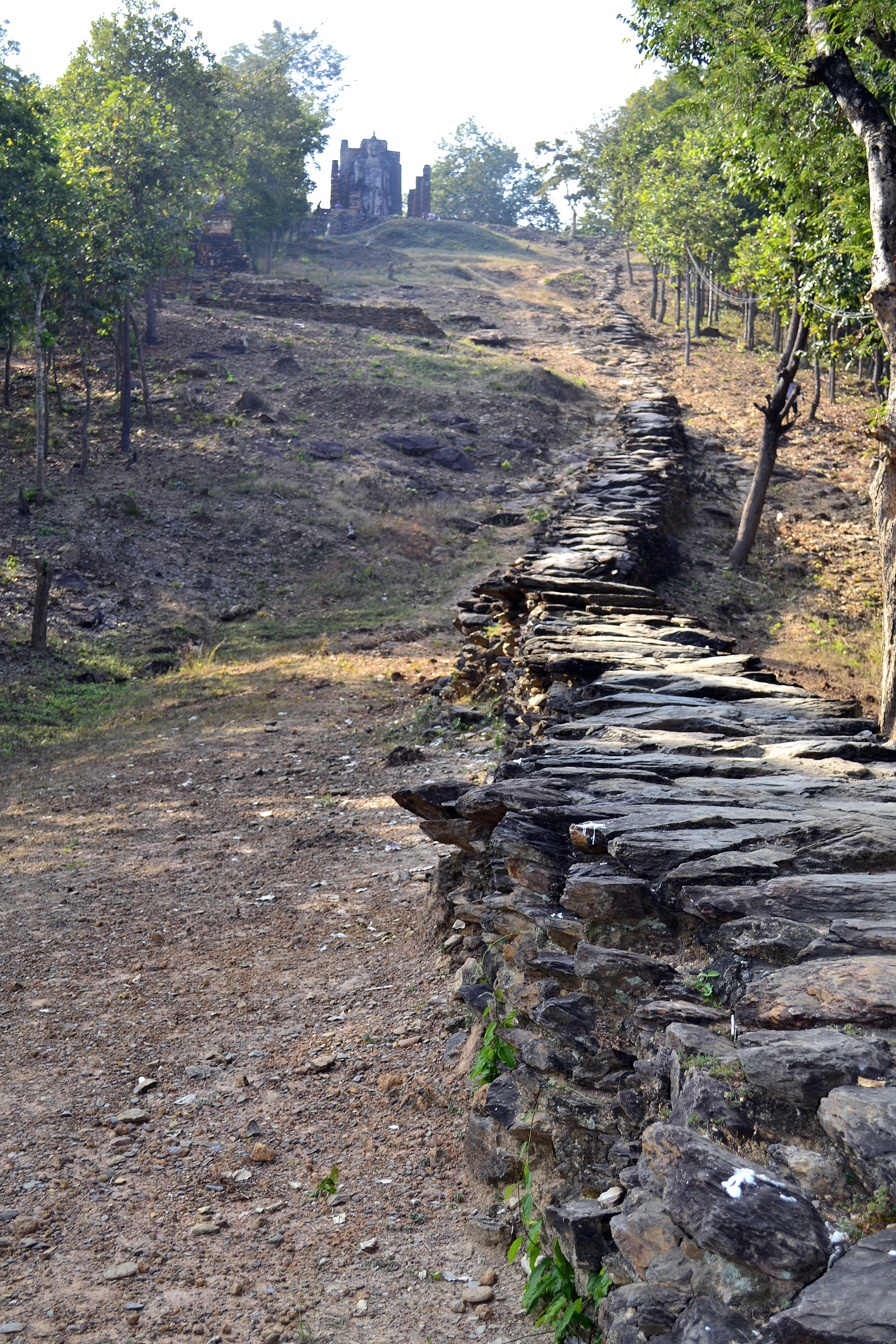
ワット・サパーンヒンまでの小道

ワット・サパーンヒン (Wat Saphan Hin、タイ語: วัดสะพานหิน) は、タイの北部、スコータイの旧市街となるスコータイ歴史公園の西側にある仏教寺院遺跡である。

## 位置
ワット・サパーンヒンは、スコータイ歴史公園の西にある平野を見下ろす標高およそ200mの丘陵上に位置する。その寺院名のサパーンヒンは「石の橋」を意味し、石畳（スレート）の小道が寺院複合体の前に続いていることによる。

## 歴史
スコータイで発見されたさまざまな石碑文において、この寺院は「ワット・アラニィク」 (“Wat Aranyik”) とも呼ばれている。そのワット・アラニィクは、ワット・サパーンヒンと互いにわずか約500mしか離れていない位置にあるため、おそらく当初は単一の寺院であったと考えられる。
ラームカムヘーンは、スコータイの首長（サンガラージャ）になるため、現在のタイ南部にある遠くのナコーンシータンマラートより学識ある高僧を招いた際に、ラームカムヘーンは高僧が居住するための優美な礼拝堂（ウィハーン、wihan）をもつワット・サパーンヒンを構築した。

## 仏像
寺院の仏堂（モンドップ、mondop）の跡には「プラ・アッタロート」 (Phra Attharot、タイ語: พระอัฏฐารส) という名の高さ12.5mの大きな仏立像がある（施無畏印〈Abhaya mudrā〉）。また、もう1体の大きな仏像が20世紀中頃に発見された。仏像はドヴァーラヴァティー様式の特徴をもつが、シュリーヴィジャヤ王国において8世紀に創作された可能性が高い。